# Аргентина
Аргентина (шп. Argentina), званично Аргентинска Република (шп. República Argentina), држава је у Јужној Америци. Према северу се граничи са Боливијом и Парагвајем; према североистоку са Бразилом; према истоку са Уругвајем и према западу са Чилеом. На истоку излази на јужни део Атлантског океана.
Простире се на површини од 2.780.400 km², што је сврстава на осмо место у свету, друго у Латинској Америци, и прво међу земљама шпанског говорног подручја.
Аргентина полаже право на део Антарктика, Фолкландска тј. Малвинска острва и на Јужну Џорџију и Јужна Сендвичка Острва.
Аргентина се сматра регионалном силом и једном од истакнутијих латиноамеричких земаља. Чланица је група Г-15 и Г-20 највећих економија. Оснивач је Уједињених нација, Светске банке, Светске трговинске организације, Меркосура, Унасура, Заједнице латиноамеричких и карипских држава и Организације иберо-америчких држава.
Захваљујући стабилној политичкој ситуацији, величини тржишта и расту високотехнолошког сектора, сврстава се у средње развијене земље са веома високим индексом хуманог развоја.
Људи су на подручју Аргентине присутни од палеолита. Шпанска колонизација је почела 1512. године. Аргентина је наследница Вицекраљевства Рио де ла Плата, шпанске прекоморске колоније основане 1776. године. Након рата за независност (1810–1818) уследио је грађански рат који је трајао до 1861. године, а окончан је новим устројством земље као федерације провинција са главним градом Буенос Ајресом. Након тога долази до великог прилива усељеника и великог привредног развоја: почетком 20. века Аргентина је била седма најбогатија држава на свету.
Међутим, након 1930, поред тога што је до половине 20. века била међу петнаест најбогатијих држава, дошло је до политичке нестабилности и периодичних економских криза захваљујући којима је постала недовољно развијена земља.

## Етимологија
Реч „Аргентина“ потиче из латинског језика, тачније од латинске речи argentum што значи сребро. Када су први шпански конкистадори открили реку Ла Плата, назвали су рукавац на који су наишли Слатко море (Mar Dulce). Након бродолома шпанских конкистадора, предвођених Хуаном Дијаз де Солисом, домороци су преживелима дали поклоне направљене од сребра. Легенда о Сијера дел Плата, планини богатој сребром, дошла је до Шпаније око 1524. године. Име Аргентина је први пут поменуто на штампаној мапи у Венецији 1536. године. Извор сребра је лоциран близу данашњег боливијског града Потоси који је основан 1546. Шпанска експедиција је пратила траг сребра у планини и низ ток река Парана и Пилкомајо. Ова експедиција је дошла до области коју су већ заузели конкистадори из Лиме, престонице Перуа.
Назив Аргентина је први пут употребљен 1612. године у књизи „Историја открића, насељавања и заузимања области око реке Ла Плата“ (Historia del descubrimiento, población, y conquista del Río de la Plata) аутора Руј диаз де Гузмана, који је назвао територију Аргентине - Земља сребра (Tierra Argentina).

## Географија

### Положај
Аргентина је смештена у јужном делу Јужне Америке. Заузима површину од 2.784.000 km². Граничи се са Боливијом и Парагвајем према северу, са Бразилом према североистоку, са Уругвајем према истоку где такође излази на Атлантски океан, према југу и западу се граничи са Чилеом. Дужина копнене границе је 9.376 km, док је дужина обале 5.117 km.

### Геологија и рељеф
Највиши врх у Аргентини се налази на планини Аконкагви и висок је 6.959 m, што је уједно и највиши врх на јужној и западној хемисфери.
Најнижа тачка је Лагуна дел Карбон смештена у Великој депресији Сан Хулијан у провинцији Санта Круз. Она се налази 105 m испод нивоа мора, уједно је и најнижа тачка на јужној и западној хемисфери, и седма најнижа тачка на свету.
Најсевернија тачка је ушће река Рио Гранде де Сан Хуан и Рио Мохинете у провинцији Хухуј; најјужнија тачка је рт Сан Пио у провинцији Огњена Земља; најисточнија тачка се налази североисточно од Бернардо де Иригојена у провинцији Мисионес а најзападнија у националном парку Лос Гласијарес у провинцији Санта Круз.

### Воде
Највеће реке у Аргентини су Парана, Уругвај, Парагвај, Саладо, Рио Негро, Санта Круз, Пилкомајо, Бермехо и Колорадо. Ове реке се одливају у Аргентинско море, плитку област Атлантског океана изнад Аргентинског шелфа, неуобичајено широке континенталне платформе. Овде се јављају две струје: топла бразилска и хладна фолкландска струја.

### Рељеф
Анди са многобројним огранцима обухватају готово трећину Аргентине и спуштају се у пространу низију Гран Чака, Пампу и Патагонску плочу. Огранци Бразилских планина залазе у аргентинско међуречје између Парагваја и Уругваја. Степу на подножју Анда прекидају усамљене планине, од којих је најпознатија Сијера де Кордоба. На јужном делу Пампа леже ниске планине Сијера дел Тандил и Сијера де ла Вентана. Источни део Огњене земље, који припада Аргентини, налик је на Патагонију.

### Географске регије
Аргентина је подељена на седам географских регија:
- Северозапад представља наставак Андског платоа. Ову област карактерише надморска висина од 3.350 до 4.000 m. Вулкани и узани планински ланци на неким местима су високи и до 5.800 m.[18]
- Месопотамија је суптропска област која обухвата западни део Паранске висоравни и суседне низије између Паране и Уругваја.[14]
- Гран Чако је велика низија између Месопотамије и Анда. Припада тропском и суптропском климатском појасу.[19]
- Сијерас Пампеанас је планински ланац паралелан са Андима смештен у средишту Аргентине.[20]
- Кујо је планинска област у средишњим Андима.[19]
- Пампаси су огромне и веома плодне алувијалне равни смештене на истоку земље.[21][14]
- Патагонија је велика висораван на југу Аргентине коју на истоку прекрива углавном сува, стеновита степа[14]; на југу пашњаци а на западу субантарктичке шуме.[22]

### Клима
Аргентина има изузетно разноврсну климу, од тропске на северу до субарктичке на крајњем југу континента. Климатске области се углавном поклапају са регионалном поделом земље:
- Клима у Северозападном региону је разнолика. Идући од севера ка југу и од истока ка западу опада количина падавина:[23] Пуна, на крајњем западу Анда, има мале количине падавина и велика температурна колебања. Температура често, током ноћи, пада испод нуле;[23] Јунге, на истоку, имају тропску климу са високим температурама и великом влажношћу.[24]
- У Месопотамији преовлађује суптропска клима, на северу је права тропска клима са високим температурама и великом влажношћу,[25] а идући према југу постаје умереноконтинентална.[26]
- Гран Чако има веома топлу суптропску и тропску климу,[27] са влажним летима и сувим и благим зимама. Присутне су и обилне падавине током сезоне,[26] као и повремене суше.[28]
- Кујо има углавном благу климу, мада је у планинским областима присутна алпска клима са температурама испод нуле током већег дела године.[29]
- Пампе и Сијерас Пампеанас имају умерену климу, са топлим, ветровитим летима и хладним зимама; на истоку је присутна велика влажност.[30]
- Патагонија је веома ветровито подручје, са благим летима и хладним[23] па чак и веома хладним зимама[31] са пуно снежних падавина и мразом,[23] нарочито у планинским областима.[32] Количина падавина рапидно опада идући од запада ка истоку.[33]

У најбитније ваздушне струје спадају Памперо ветрови који дувају у низијама Патагоније и Пампе, доносећи хладно време. Насупрот њима, са севера долазе топле ваздушне струје захваљујући којима се стварају повољни временски услови. Судестада углавном ублажава утицај хладног времена али доноси и велику количину падавина, немирно море и плављење обала. Најчешће се јавља крајем јесени и током зиме дуж средишњег приобаља и у естуару Рио де ла Плате. Топли и суви ветар Зонда јавља се између јуна и новембра, и дува у Кују и у средишњој Пампи. Може непрекидно да дува четири сата, и да достигне брзину од 120 km/h.

## Историја

### Преколумбовска ера
Најранији трагови људског присуства на подручју данашње Аргентине потичу из времена палеолита, поред њих пронађени су и трагови из времена мезолита и неолита.
До доласка Европљана, Аргентина је била релативно ретко насељено подручје са бројним културама које су имале различите видове друштвеног организовања. Ове културе можемо поделити на три главне групе:
- примитивне ловце и сакупљаче који нису познавали израду грнчарије, као што су културе Селкнам и Јаган на крајњем југу.
- напредне ловце и сакупљаче, као што су Пуелче, Керанди и Сераноси на истоку; и Теуелче на југу. Њима су касније власт наметнуле Мапуче дошавши са подручја данашњег Чилеа[37] и Тобе и Вичији са севера.
- земљораднике који су познавали израду грнчарије, као што су Чаруе, Минуане и Гварани на североистоку; Дијагите на северозападу, покорене од Инка око 1480. године; Токоноте и Комечингони на подручју данашњих провинција Кордоба и Сан Луис; и Уарпе на западу земље.[35]

### Колонијално доба
Први Европљани су на ово подручје стигли 1502. током путовања Америга Веспучија. Шпански морепловци Хуан Дијаз де Солис и Себастијан Кабот посетили су област данашње Аргентине 1516. и 1526. године. Педро де Мендоза је 1536. основао малу насеобину Буенос Ајрес, која је напуштена 1541.
Колонизација је настављена из Парагваја – оснивањем Гувернората Рио де ла Плата – Перуа и Чиле. Франсиско де Агире је 1533. године основао град Сантијаго дел Естеро. Лондрес је основан 1558; Мендоза 1561; Сан Хуан 1562; Сан Мигел де Тукуман 1565. Хуан де Гарај је 1573. године основао Санта Фе а исте године је Херонимо Луис де Кабрера основао Кордобу. Гарај је касније отишао на југ да би 1580. поново изградио Буенос Ајрес. Сан Луис је основан 1596. године.
Буенос Ајрес је 1776. постао главни град Вицекраљевства Рио де ла Плата, насталог на делу бившег Вицекраљевства Перу. Након добијања статуса главног града, постао је важан трговачки центар. Током 1806. и 1807. године Британци су два пута покушали да изврше инвазију на област око реке Ла Плате. Отпор је пружен под вођством Француза Сантијага де Линијеа, што му је касније омогућило да добије титулу вицекраља.
Подручје већег дела данашње Аргентине током колонијалног раздобља било је настањено шпанским имигрантима и њиховим потомцима креолима, местицима, домороцима и потомцима афричких робова. Трећина ондашњег становништва била је настањена у Буенос Ајресу и другим градовима, док су остали живели у пампама, као гаучи. Домороци су живели у другим деловима земље углавном у Патагонији и Гран Чаку.
Вести о свргавању шпанског краља Фердинанда VII током Шпанског рата за независност изазвала је велику забринутост у вицекраљевству. Након Мајске револуције 1810. године у Буенос Ајресу је збачен са власти вицекраљ Балтазар Идалго де Сиснерос а власт је преузела прва независна влада Аргентине тзв. Примера хунта (шп. Primera Junta).

### Стварање нације
Током наредне деценије рат за независност се разбуктао у бившем вицекраљевству, његови делови су се поделили између патриота и ројалиста. Градови данашње Аргентине су подржали отцепљење после 1811. Парагвај се отцепио од Шпаније 1811. а од Аргентине 1842. Горњи Перу је имао недефинисан статус због ројалиста из Вицекраљевства Перу све док није прогласио независност као Боливија 1824. На источну обалу реке Уругвај је извршена инвазија од стране Бразилско-португалског царства 1817. да би након Аргентинско-бразилског рата, споразумом у Монтевидеу 1828. била проглашена независна држава Уругвај.
Међусобни сукоби су довели до политичке нестабилности међу патриотама. Током само четири године Примера хунту је заменила Хунта гранде, затим Први Тријумвират, па Други Тријумвират и први Врховни управник. Године 1813. сазвана је Скупштина ради проглашења независности али то није учињено због политичких несугласица. Након тога избио је грађански рат у Аргентини између провинција окупљених у Федералну Лигу и Врховног Управитељства.
До 1816. Уједињене провинције Јужне Америке су биле изложене великим унутрашњим и спољашњим претњама. У јулу 1816. Конгрес је прогласио независност и именовао Хуана Мартина де Пејредона за Врховног управника. За војне походе био је задужен Хосе де Сан Мартин, који је предводио војску преко Анда и 1817. поразио ројалисте у Чилеу. Након те победе преузео је контролу над чилеанском морнарицом и помоћу ње поразио је ројалисте у Лими. Војни походи Сан Мартина су се надовезали на оне које је предузео Симон Боливар у Великој Колумбији, и довели су до победе суверениста у Борби за независност Латинске Америке.
Битка за Сепеду из 1820, која је вођена између централиста и федералиста означила је крај централне власти. Нови устав је ступио на снагу 1826. током Рата са Бразилом, када је Бернардо Ривадавија изабран за првог Председника Аргентине. Ускоро су овај устав одбациле провинцијске власти јер је био централистички, а Ривадавија је убрзо након тога поднео оставку. Након тога провинције су се окупиле у Аргентинску Конфедерацију. Ова конфедерација провинција је била веома лабава и није имала заједничког шефа државе. Уместо тога нека важна овлашћења је добијао гувернер провинције Буенос Ајрес, као што је отплата дуга и спољни послови.
Гувернер Хуан Мануел де Росас је владао од 1829. до 1832, и од 1835. до 1852. Током свог првог мандата склопио је тзв. федерални пакт и захваљујући ком је поразио Унитаристичку лигу. Након 1835. донео је збир јавне власти (шп. Suma del poder público). Суочио се са Аргентинским грађанским ратом и константном ратном опасношћу која се огледала у блокади Рио де ла Плате од стране Француске од 1838. до 1840, Рату Конфедерација, енглеско – француској блокади Рио де ла Плате од 1845. до 1850, и устанку у провинцију Коријентес. Током свих ових сукоба Росас није претрпео ни један пораз и успео је да спречи губљење државне територије. Росас је имао напете односе са Бразилом, није признавао независност Уругваја и Парагваја, које је планирао припојити Аргентини. Међутим због одбијања да донесе устав који ће заменити Федерални пакт, гувернер провинције Ентре Риос Хусто Хосе де Уркиза је затражио самосталност ове територије. У бици код Касероса, де Уркиза је поразио Росаса, и присилио га да оде у егзил. Након тога склопљен је Споразум у Сан Николасу 1853. на основу ког је донет аргентински устав. Након отцепљења Државе Буенос Ајрес од Конфедерације, и њеног каснијег прикључења, Бартоломе Митре је 1862. изабран за председника Аргентине. Национално јединство је још више ојачало током Парагвајског рата, током ког је погинуло више од 300.000 људи, док је Парагвај разрушен.
Након 1875. уследио је талас страних инвестиција и велика имиграција из Европе. Ови догађаји су допринели развоју привреде, првенствено пољопривреде, и оснаживању аргентинског друштва.
Генерал Хулио Аргентино Рока је током 1870-их у војним походима успоставио власт Аргентине над јужним Пампасом и Патагонијом, потчинивши преостало урођеничко становништво.

### Модерна историја
У раздобљу између 1880. и 1929. број становника Аргентине се повећао петоструко, док је друштвени производ увећан за 1.500%. Раст броја становника је остварен највише захваљујући великој имиграцији, док је економски раст био подстакнут британским и француским инвестицијама, и извозом пољопривредних производа. Захваљујући овим резултатима Аргентина се сврстала међу десет најјачих светских привреда. Конзервативна елита је доминирала политичком сценом Аргентине све до 1912. када је председник Роке Саенз Пења донео тзв. Саенз Пењин закон по ком је уведено право гласа за све мушкарце, као и тајно гласање. Ово је омогућило центристима окупљеним око Радикалне грађанске уније (шп. Unión Cívica Radical) да победе на првим слободним изборима 1916. године.
Председник Иполито Иригојен је увео друштвене и привредне реформе и проширио видове помоћи породичним газдинствима и малим привредницима. Збачен је са власти пучем из 1930, када на управљање Аргентином поново преузимају конзервативци. Нове власти су потписале трговински Споразум Рока – Рансиман са Британском империјом. Аргентина је током Првог светског рата и већег дела Другог светског рата била неутрална, што јој је омогућило да снабдева Савезнике храном.
Генерал Хуан Перон је 1946. изабран за председника, чиме је створен популистички покрет познат као перонизам. Његова супруга Ева је била омиљена у народу и имала је главну политичку улогу све до своје смрти 1952. Свој утицај у друштву је остваривала помоћу Фондације Ева Перон (шп. Fundación Eva Perón) и Женске перонистичке партије (шп. Partido Peronista Femenino), она је утицала и на стицање права гласа за жене, што је остварено 1947. године.
Током Перонове владавине дошло је до знатног пораста плата и услова живота, подстицано је деловање синдиката, стратешке привредне гране су национализоване, развијана је индустрија којом би били замењени увозни производи а развој пољопривреде је постао приоритет. Међутим, у истом периоду дошло је до пораста инфлације, која је 1951. достигла 50%, док је песо изгубио 70% своје вредности од 1948. до 1950.
Спољна политика је постала више изолационистичка јер је дошло до заоштравања односа са САД, појачана је цензура и репресија а велики број опозиционара је затворен и мучен.
Развијајући култ личности Перон је сменио бројне утицајне и способне саветнике да би се окружио послушницима. Смењен је пучем 1955. у тзв. Слободарској револуцији (шп. Revolución Libertadora). Након тога отишао је у егзил у Шпанију.
Након покушаја деперонизације и лустрације перониста, на изборима 1958. победио је Артуро Фрондизи. Део Перонових присталица је подржавао Фрондизија који је спроводио политику подстицања инвестиција у енергетику и индустрију. Захваљујући томе Аргентина је успела да у спољнотрговинској размени оствари суфицит. На изборима 1963. изабран је Артуро Илија који је наставио политику развоја. Упркос напретку земље, његови покушаји да укључи перонисте у политичке процесе су завршени преузимањем власти од стране војске у пучу 1966. године.
Иако репресиван, нови режим је наставио са да подстиче развој домаће привреде и инвестирао је рекордне суме новца у јавне радове. Привреда је снажно расла а број сиромашних је до 1975. смањен на седам посто. Репресија војне хунте је довела до ескалације политичког насиља и Перон, иако у егзилу, је вешто кооптирао са студентским и радничким протестима што је на крају приморало војну хунту да распише слободне изборе 1973. и дозволи његов повратак из Шпаније. Хуан Перон је 1973. ступио на дужност а умро је у јулу 1974. На месту председника наследила га је његова трећа супруга Изабела коју је он поставио за потпредседника. Она је изабрана као компромисно решење између завађених перонистичких фракција. Сукоб који је уследио између левичарских и десничарских екстремиста, довео је до крвопролића, финансијског хаоса и пуча у марту 1976.
Власт је преузела војну хунта под именом Национални реорганизациони процес (шп. Proceso de Reorganización Nacional). Она је појачала борбу против екстремних левичара као што је Народна револуционарна армија (шп. Ejército Revolucionario del Pueblo) и Монтенероса (шп. Monteneros) који су од 1970. вршили убиства и отмице.
Убрзо се репресија пренела и на опозицију па је током тзв. Прљавог рата (шп. Guerra Sucia) нестало на хиљаде дисидената. Репресију је потпомагала ЦИА у Операцији Кондор јер је велики број војних главешина обучаван у Форт Бенингу у Школи Америка (енгл. School of the Americas).
Иако је овај режим у почетку донео извесну стабилност и организовао велики број јавних радова, замрзавање плата и дерегулација финансијског тржишта довели су до великог пада животног стандарда и рекордног спољног дуга.
Деиндустријализација, колапс песа, незапамћена корупција, јавно незадовољство због Прљавог рата и на крају пораз од Уједињеног Краљевства у Фолкландском рату 1982, довели су до пада режима и слободних избора 1983.

## Политика

### Власт
Аргентина је федерална република са представничком демократијом. Власт је дефинисана Уставом Аргентине, највишим правним актом у држави. Седиште владе је у Буенос Ајресу. Право гласа је тајно и обавезно за све држављане Аргентине.
Власт на нивоу државе подељена је на законодавну, извршну и судску. 
- Законодавну власт има дводомни конгрес, који чине сенат и представнички дом. Он доноси савезне законе, објављује рат, усваја међународне споразуме, буџет и има могућност за изгласавање неповерења, чиме може да смењује чланове владе.[62]
  - Представнички дом чини 257 чланова изабраних на четворогодишњи мандат. Мандати се додељују провинцијама на основу пописа становништва које се врши сваких десет година.[63] Од 2014. десет провинција има само пет представника, док најнасељенија провинција Буенос Ајрес има 70 чланова представничког дома.
  - Сенат има 72 члана изабраних на шестогодишњи мандат. Свака провинција делегира по три представника; а једна трећина сенатора се бира сваке две године.[64] Барем једна трећина кандидата на изборима морају да буду жене.
- Извршну власт има председник Аргентине. Он је главнокомандујући оружаних снага и председник владе. Такође, има могућност стављања вета на предлоге закона.[65] Председник има четворогодишњи мандат и бира се на директним изборима. Једна особа не може да буде изабрана више од два пута узастопно.[66]
- Судску власт врше Врховни суд и нижи федерални судови.[67] Врховни суд има седам чланова које именује председник а чије постављење одобрава сенат. Њихов мандат је неограничен. Судије нижих судова предлаже Веће магистрата (секретаријат који чине представници судија, адвоката, извршне и судске власти) док на дужност ступају након одобрења председника сената.[68]

Уједињеног Краљевства.

### Оружане снаге
На челу Оружаних снага Аргентинске Републике (шп. Fuerzas Armadas de la República Argentina) налазе се врховни командант тј. председник Аргентине и министар одбране. Поред копнене војске, морнарице и ратног ваздухопловства, постоје још два вида безбедносних организација: Аргентинска национална жандармерија (шп. Gendarmería Nacional Argentina), задужена за одбрану границе државе и стратешки важних места; и Аргентинска поморска управа полиције (шп. Prefectura Naval Argentina), обалска стража задужена за заштиту важнијих водених токова и морске обале.
Рад оружаних снага дефинише и надгледа аргентински конгрес путем комитета за одбрану. Војна служба је добровољна, а за рад у Аргентинској војсци могу да буду примљене особе оба пола старости од 18 до 24 године. Аргентинска војска учествује у мировним мисијама Уједињених нација и има споразуме о сарадњи са другим армијама. Историјски, одбрамбени систем Аргентине један је од најбољих на јужноамеричком континенту. Аргентина има развијену сопствену војну индустрију, бродоградилишта, борбену технику, фабрике тенкова и авиона. Од почетка осамдесетих година 20. века издвајања за одбрану се континуирано смањују а 2011. су износила 0,74% БДП, што је историјски минимум.

## Привреда
Захваљујући природним богатствима, високо образованој радној снази, развијеној индустрији, и извозно оријентисаној пољопривреди, аргентинска привреда је трећа по снази у Латинској Америци. Индекс хуманог развоја је веома висок, док је бруто друштвени производ по становнику релативно висок. Поред тога ту је и значајно унутрашње тржиште и растући високо технолошки сектор.
Аргентина спада међу средње развијене најбрже растуће привреде. Међутим, током историје, развијала се прилично неравномерно. Снажан економски развој смењивала је велика рецесија, неравномерна расподела дохотка а последњих деценија дошло је до пораста сиромаштва. Почетком 20. века Аргентина је постала седма најбогатија земља на свету. До половине 20. века била је међу петнаест највећих економија, да би након тога уследио пад па је сада међу земљама са средњим приходима по становнику.
Једно од обележја аргентинске привреде деценијама уназад је висока инфлација. Званични подаци за 2013. наводе да је стопа инфлације била 10,2%, међутим, према процени приватног сектора она је износила 25%. Разлике у овим показатељима довеле су до оштре полемике око манипулисања статистичким подацима. Расподела дохотка је постала равномернија од 2002, мада је и даље присутна значајна неједнакост.

## Административна подела
Аргентина је федерација коју чине двадесет три провинције и један аутономни град, Буенос Ајрес. Провинције су подељене на департмане и општине, осим провинције Буенос Ајрес која је подељена на партида (шп. partido). Град Буенос Ајрес је подељен на барије (шп. barrios) и комуне.
Уставом Аргентине провинцијама је гарантована сва власт која није у надлежности федералне владе. Провинције имају велики степен аутономије, имају право на свој устав, слободно организују локалну власт, и располажу и управљају својим природним и финансијским ресурсима. Неке провинције имају дводомна а неке једнодомна законодавна тела.
Аргентинске провинције формирале су се током Рата за независност када су их локална већа тзв. кабилди већих градова прогласили територијалним јединицама. Првобитно је било тринаест провинција да би се 1834. Хухуј одвојио од Салте. Буенос Ајрес је 1861. прихватио устав из 1853, и 1880. постао је федерална територија.
Законом из 1862. националним територијама означене су оне области које су под федералном влашћу али изван граница провинција. Тако су 1884. од њих настали гувернорати Мисионес, Формоса, Чако, Пампа, Неукен, Рио Негро, Чубут, Санта Круз, и Огњена Земља.
Споразумом о граничном спору са Чилеом 1900. створена је Национална територија Анда (шп. Territorio Nacional de Los Andes); која је 1943. подељена између провинција Хухуј, Салта и Катамарка. Пампа и Чако су постали провинције 1951, Мисионес 1953, а Формоса, Неукен, Рио Негро, Чубут, и Санта Круз 1955. године. Последња национална територија, Огњена Земља, постала је провинција Огњена Земља, Антарктик и острва у јужном Атлантику 1990. године.
|  | Провинција                  | Главни град                        |  | Провинција           | Главни град           |
|  | --------------------------- | ---------------------------------- |  | -------------------- | --------------------- |
|  | Аутономни град Буенос Ајрес | Аутономни град Буенос Ајрес        |  | Мендоза              | Мендоза               |
|  |                             |                                    |  |                      |                       |
|  | Провинција Буенос Ајрес     | Ла Плата                           |  | Мисионес             | Посадас               |
|  |                             |                                    |  |                      |                       |
|  | Катамарка                   | Сан Фернандо дел Ваље де Катамарка |  | Неукен               | Неукен                |
|  |                             |                                    |  |                      |                       |
|  | Чако                        | Ресистенција                       |  | Рио Негро            | Виједма               |
|  |                             |                                    |  |                      |                       |
|  | Чубут                       | Равсон                             |  | Салта                | Салта                 |
|  |                             |                                    |  |                      |                       |
|  | Кордоба                     | Кордоба                            |  | Сан Луис             | Сан Луис              |
|  |                             |                                    |  |                      |                       |
|  | Коријентес                  | Коријентес                         |  | Сан Хуан             | Сан Хуан              |
|  |                             |                                    |  |                      |                       |
|  | Ентре Риос                  | Парана                             |  | Санта Круз           | Рио Галегос           |
|  |                             |                                    |  |                      |                       |
|  | Формоса                     | Формоса                            |  | Санта Фе             | Санта Фе              |
|  |                             |                                    |  |                      |                       |
|  | Хухуј                       | Сан Салвадор де Хухуј              |  | Сантијаго дел Естеро | Сантијаго дел Естеро  |
|  |                             |                                    |  |                      |                       |
|  | Ла Пампа                    | Санта Роса                         |  | Огњена Земља         | Ушуаја                |
|  |                             |                                    |  |                      |                       |
|  | Ла Риоха                    | Ла Риоха                           |  | Тукуман              | Сан Мигуел де Тукуман |

### Спољна политика
У политици према иностранству Аргентина се противи мешању у унутрашње послове других земаља, залаже се за поштовање људских права, права на самоопредељење, међународну сарадњу, разоружање и мирољубиво решавање сукоба. Једна је од оснивача група Г-15 и Г-20 водећих привреда света, такође, оснивач је Уједињених нација, Светске банке, Светске трговинске организације, и Организације америчких држава. Нестална је чланица Савета безбедности Уједињених нација и учесница мировних мисија ове организације на Хаитију, Кипру, у Западној Сахари и на Блиском истоку.
Аргентина је учествовала у оснивању Организације иберо-америчких држава, Заједнице латиноамеричких и карипских држава и Уније јужноамеричких нација, чији је први генерални секретар био бивши председник Нестор Киршнер. Такође је оснивач Меркосура, заједно са Бразилом, Парагвајем, Уругвајем и Венецуелом.
Аргентина полаже право на 965.597 km² територије Антарктика, где од свих држава има најдуже непрекидно присуство, од 1904. године. Због својих претензија на Антарктик у спору је са Чилеом и Уједињеним Краљевством. Антарктичким споразумом из 1961, чији је потписник и Аргентина, поништена су права било које земље на територију Антарктика.
Аргентина полаже право на Фолкландска Острва која се на шпанском зову Малвинска и на Јужну Џорџију и Јужна Сендвичка Острва. Ова острва су прекоморске територије под управом Уједињеног Краљевства.

## Становништво
На основу резултата пописа у Аргентини је 2010. живело 40.091.359 становника, док је према попису из 2001. Аргентина имала 36.260.130 становника. По броју становника Аргентина је на трећем месту у Јужној Америци и на тридесет трећем у свету. Густина насељености је 14,4 становника по квадратном километру. Удео становништва млађег од петнаест година износи 25,6%, док је удео становништва старијег од шездесет пет година 10,8%.
Стопа прираста становништва је 2012. износила 10,2 промила; стопа наталитета је била 17,9 а стопа морталитета 7,7 промила. Овиме се Аргентина сврстава међу земље са најмањом стопом природног прираштаја у Латинској Америци. Просечна старост становништва је 30 година док је животни век 77 година.

### Етничке групе
Аргентина, као и друге земље Новог света, важи за земљу усељеника. Уобичајено је да се Аргентина назива crisol de razas тј. лонцем за топљење.
Током 18. и 19. века, Аргентина је, после Сједињених Држава, била земља са највећим бројем усељеника. Око 6,6 милиона људи дошло је да живи у ову земљу, знатно више него у Канаду, Бразил и Аустралију.
Током овог раздобља број становника се удвостручавао сваке две деценије. Већина Аргентинаца су потомци усељеника, углавном из разних европских земаља, пристиглих у раздобљу од 1850. до 1955. Већина Европљана која се настанила у Аргентини је била из Италије и Шпаније.
У Аргентини живи велики број људи арапског порекла, углавном из Сирије и Либана. Азијаца има око 180.000, највише кинеског и корејског порекла, мада постоји и јапанска заједница која је присутна од почетка 20. века.

### Језици
Шпански је де факто службени језик који говоре практично сви Аргентинци. Услед величине територије постоје велике разлике у дијалектима шпанског језика међу регионима, међутим, риоплатенсе је преовлађујући дијалекат. Овим дијалектом се говори углавном у басену Ла Плате док је нагласак сличан наполитанском језику. Италијани и други европски народи допринели су стварању лунфарда, регионалног жаргона, присутног и у другим латиноамеричким државама.
Поред шпанског у Аргентини су заступљени и други језици:
- енглески [г] се учи у основној школи.
- италијански говори 1,5 милиона људи.[102][д]
- арапски говори милион људи.[102]
- немачким језиком говори око 400.000 људи[102]
- јидиш говори 200.000 људи,[102] у Аргентини живи седма по бројности јеврејска заједница у свету.[104]
- гварани језик говори 200.000 људи,[102] углавном у провинцији Коријентес где има статус службеног.[105]
- каталонски говори 174.000 људи.[102]
- француски, укључујући и окситански.
- кечуа језиком говори 65.000 људи, углавном на Северозападу.[102]
- вичи језиком говори 53.700 људи, углавном у Чаку[102] где, заједно са језицима Ком и Мокоит, има статус званичног.[106]
- влашким ромским језиком говори 53.700 људи, углавном у Чаку,[102] где има статус службеног.
- јапански говори 32.000 људи.[102]
- ајмара језиком говори 30.000 људи, углавном на Северозападу.[102]
- украјинским језиком говори 27.000 људи.[102]
- велшким, заједно са патагонском варијантом, течно говори 25.000 људи[102]

### Религија
Аргентинским уставом гарантована је слобода вероисповести али је католичкој цркви дат повлашћени статус.
Према истраживању CONICET-а 76,5% аргентинског становништва су католици, агностици и атеисти чине 11,3%, евангелисти 9%, Јеховини сведоци 1,2%, мормони 0,9%, док 1,2% становништва припадају другим конфесијама, међу којима су ислам, јудаизам и будизам. У Аргентини живе најбројније јеврејске и исламске заједнице у Латинској Америци.

### Градови
У градовима је 2010. живело 36.084.953 људи, или 90% становништва Аргентине. Половина становништва живи у десет аргентинских агломерација. Око три милиона људи живи у Буенос Ајресу, док у ширем подручју овога града живи тринаест милиона људи, што га сврстава међу највеће агломерације на свету. На ширем подручју Кордобе и Росарија живи око 1,3 милиона људи, док Мендоза, Сан Мигел де Тукуман, Ла Плата, Мар дел Плата, Салта, и Санта Фе имају најмање по пола милиона људи.
Становништво је неравномерно распоређено: око 60% живи у области Пампа, која обухвата 21% територије, укључујући и 15 милиона становника провинције Буенос Ајрес. У провинцијама Кордоба и Санта Фе, као и у граду Буенос Ајресу живи по три милиона људи. Седам провинција има по око милион становника: Мендоза, Тукуман, Ентре Риос, Салта, Чако, Коријентес и Мисионес. Најгушће насељена провинција је Тукуман, са 64 становника по квадратном километру, док је Санта Круз најређе насељен, са једним становником по квадратном километру.

### Образовање
Аргентински образовни систем дели се на следеће нивое:
- предшколско образовање, јаслице и вртићи.
- обавезна основна школа траје од шест до седам година. Стопа писмености је 2010. износила 98,07%.[115]
- обавезна средња школа траје између пет и шест година. Према последњем попису 18,3% становништва Аргентине старијег од 15 година имало је завршену средњу школу.[116]
- високе школе, универзитети. У Аргентини постоји 47 државних универзитета као и 46 приватних.[117] Међу становништвом старијим од 20 година 6,3% становништва има завршен факултет.[116] Најзначајнији државни универзитети су у Буенос Ајресу, Кордоби, Ла Плати, Росарију, и Национални технолошки универзитет.

Аргентинска држава јамчи опште, свима доступно, секуларно образовање на свим нивоима. Образовни систем је у надлежности федералних и провинцијских власти. Током последње деценије порасла је улога приватног сектора у образовању.

## Култура
Аргентинска култура одражава мултиетнички и мултикултурални карактер свог становништва. Преовлађујући утицај на стварање аргентинске културе имали су европски досељеници, што се може видети у архитектури, моди, и дизајну. Поред Европљана велики утицај имају и гаучи са својим особеним начином живота. Такође, и традиција америчких домородаца је део општег културног миљеа.

### Књижевност
Први књижевни радови у Аргентини су објављени 1550, међутим, аргентинска књижевност је своју препознатљивост стекла делом El Matadero Естебана Ечеверије. Ово дело је имало значајну улогу у развоју аргентинске прозе 19. века, идеолошки подељене између народног епа Мартин Фијеро Хосеа Ернандеза и елитистичког ремек-дела Факундо Доминга Фаустина Сармијента.
На прелазу из 19. у 20. век у Аргентини се развила модерна књижевност чији су најистакнутији представници Леополдо Лугонес и песник Алфонсина Сторни. Рикардо Гвиралдес, са романом Don Segundo Sombra, најзначајнији је представник авангардне књижевности у Аргентини.
Хорхе Луис Борхес, најистакнутији аргентински књижевник и један од највећих писаца икада, нашао је нове начине гледања на савремени свет у метафоричкој и филозофској дебати а његов утицај проширио се на ауторе широм света. Приповетке као што су Маштарије и Алеф су нека од његових најпознатијих дела. Био је пријатељ и сарадник Адолфа Биоја Касареса, аутора једног од најцењенијих научнофантастичних романа, Морелов изум.
Хулио Кортазар је био један од главних предводника Латиноамеричког бума и једно од највећих имена у књижевности 20. века, значајно је утицао на једну читаву генерацију писаца у Америци и Европи.
Међу остале познатије аргентинске писце, песнике и есејисте спадају Естанислао дел Кампо, Еухенио Камбасерес, Алмафуерте, Уго Васт, Бенито Линч, Енрике Банкс, Оливерио Хирондо, Езекијел Мартинез Естрада, Викторија Окампо, Леополдо Маречал, Силвина Окампо, Роберто Арлт, Едвардо Маљеа, Мануел Мухика Лаинез, Ернесто Сабато, Силвина Булрич, Родолфо Валш, Марија Елена Валш, Томас Елој Мартинез, Мануел Пуиг, Алехандра Пизарник, и Освалдо Соријано.

### Музика и плес
Аргентина је земља у којој је настао танго. Овај музички жанр прославио је Аргентину широм света.
Током златног доба танга (од 1930. до средине педесетих година 20. века) свирали су велики оркестри Освалда Пуљезеа, Анибала Троила, Франсиска Канара, Хулија де Кара и Хуана д'Аријенца.
Након 1955, виртуоз Астор Пјацола популарисао је Nuevo tango, жанр којем су придодати нови инструменти, електрична гитара и саксофон, и нове форме хармонике и мелодике.
Међу истакнуте аргентинске ствараоце у области класичне музике и балета спадају композитор Алберто Хинастера; виолиниста Алберто Лиси; пијанисти Марта Архерич и Едвардо Делгадо; пијаниста и диригент Данијел Баренбоим; тенори Хосе Кура и Марсело Алварез; и балетски играчи Хорхе Дон, Хосе Неља, Норма Фонтенла, Масимилијано Гера, Палома Ерера, Маријанела Нуњез, Ињаки Урлезага и Хулио Бока.
Народна аргентинска музика појавила се тридесетих година 20. века спајањем десетина локалних музички жанрова утичући на целокупну латиноамеричку музику. Неки од њених представника, као што су Атауалпа Јупанки и Мерседес Соса, стекли су светску славу.
Сандро де Америка је постао познат широм света као извођач романтичних балада.
Рок музика у Аргентини настала је половином шездесетих година 20. века, када су Буенос Ајрес и Росарио постали средишта музичара жељних славе. Прве рок групе Лос гатос, Алмендра и Манал наследили су Серу хиран, Лос абуелос де ла нада, Сода стерео, и Патрисио Реј и сус редондитос де рикота, са познатим певачима Литом Небијем, Луисом Албертом Спинетом, Чарлијем Гарсијом, Фитом Паезом и Леоном Хијеком.
Саксофониста Леандро „Гато“ Барбијери и композитор и диригент биг бенда Лало Шифрин спадају међу најпознатије аргентинске џез музичаре у свету.

### Позориште и филм
Буенос Ајрес је једна од позоришних престоница света, са сценом међународног калибра смештеном око авеније Коријентес. Позориште Колон (шп. Teatro Colón) светски је познато по могућностима за одржавање оперских представа и концерата класичне музике; њена акустика спада међу пет најбољих на свету. Остала значајнија позоришта су Teatro General San Martín и позориште Сервантес у Буенос Ајресу; Teatro Argentino de La Plata у Ла Плати, Teatro El Círculo у Росарију, Teatro Independencia у Мендози, и Teatro Libertador у Кордоби.
Гриселда Гамбаро, Копи, Роберто Коса, Марко Деневил, Карлос Горостиза, и Алберто Вакареза су неки од најцењенијих писаца позоришних комада у Аргентини.
Развој кинематографије у Аргентини почео је 1896, да би до почетка тридесетих година 20. века постала водећа у Латинској Америци, ту позицију је очувала до раних педесетих година 20. века.
Аргентински стрип цртач Кирино Кристијани је током 1917. и 1918. направио први дугометражни анимирани филм.
Аргентински филмови су стекли светску славу што потврђују награде које су добили филмски радници из ове земље. Четрнаест награда за најбољи страни филм на шпанском језику награде Гоја, чиме је Аргентина далеко најуспешнија земља. Такође, Аргентина је једина латиноамеричка земља која је добила два Оскара за најбољи филм ван енглеског говорног подручја. Поред тога, аргентински композитори Луис Енрике Бакалов, Хуан Хосе Кампанеља и Густаво Сантаолаља су добили Оскаре за најбољу оригиналну музику.
Годишње се у Аргентини сними око 100 дугометражних филмова.

### Сликарство и вајарство
Првим аргентинским сликарима сматрају се Карлос Морел, Прилидијано Пуејредон и Кандидо Лопез. Остали познатији сликари су: Флоренсио Молина Кампос (наива); Ернесто де ла Каркова и Едуардо Сивори (реализам); Фернандо Фадер (импресионизам); Пио Кољивадино, Атилио Малинверно и Сесарео Берналдо де Кирос (постимпресионизам); Емилио Петорути (кубизам); Хулио Бараган (конкретизам и кубизам); Антонио Берни (неофигуративизам); Роберто Ајзенберг и Сул Солар (надреализам); Ђула Кошице (конструктивизам); Едвардо Мак Ентире (генеративна уметност); Хуан дел Прете (футукубизам); Луис Сеоане, Карлос Тораљардона, Луис Акино, и Алфредо Грамахо Гутијерез (модернизам); Лусио Фонтана (спацијализам); Томас Малдонадо и Гиљермо Куитка (апстрактна уметност); Леон Ферари и Марта Минухин (концептуална уметност).
У светским оквирима најпознатији вајари су Ерминио Блота, Лола Мора и Рохелио Ируртијал, аутори бројних споменика у Аргентини.

### Архитектура
Шпанци су у Аргентину донели своју барокну архитектуру. Грађевине које је најбоље осликавају су редукција Сан Игнасио Мини, катедрала у Кордоби, и кабилдо у Лухану. Италијански и француски утицај на архитектуру расте од почетка 19. века што је у локалној архитектури створило јединствени стил.
Бројни аргентински архитекти су обогатили визуре градова у својој земљи и широм света. Почетком 20. века Хуан Антонио Бускјацо је допринео популаризацији бозара а Франсиско Ђаноти је комбиновао сецесију са италијанским стиловима. Франсиско Саламоне и Виктор Сулчич пројектовали су грађевине у арт деко стилу, док је Алехандро Бустиљо створио дела неокласичне и рационалистичке архитектуре. Алберто Пребиш и Амансио Вилијамс су стварали под великим утицајем Корбизјеа док је Клориндо Теста био пионир бруталистичке архитектуре у Аргентини. Футуристичке креације Сесара Пељија и Патрисија Поучулуа красе градове широм света. Пељи је током осамдесетих година 20. века оживео арт деко стил пројектовавши, између осталог, Норвест центар и Куле Петронас.

## Спорт
Аргентина има развијену спортску инфраструктуру, а у неким спортовима је у самом светском врху.
Пато је национални спорт настао почетком 17. века, сличан је хорсболу.
Фудбал је најпопуларнији спорт, а фудбалска репрезентација Аргентине једна је од најуспешнијих на свету. Поред Француске и Бразила, једина је успела да освоји три најзначајнија светска такмичења: светско првенство, Куп конфедерација, и златну медаљу на Олимпијским играма. Такође, четрнаест пута је освајала Амерички куп, шест пута златну медаљу на Панамеричким играма и бројне друге трофеје. Аргентински фудбалери Алфредо ди Стефано, Дијего Марадона и Лионел Меси спадају међу најбоље играче свих времена.
Хуан Мануел Фанђо је петоструки светски првак у Формули један. Победио је на 102 од 184 међународне трке, и сматра се једним од највећих аутомобилиста икада. Познатији аргентински представници ауто-мото спорта су и Оскар Алфредо Галвез, Хуан Галвез, Фроилан Гонзалез и Карлос Ројтеман.
Кошаркашка репрезентација Аргентине је освајач златних медаља на светском првенству и на Олимпијским играма, као и на првенствима Америке и на Панамеричким играма. Такође, тринаест пута је била првак Јужне Америке. Неки од најпознатијих аргентинских кошаркаша су Емануел Ђинобили, Луис Скола, Андрес Носиони и Фабрисио Оберто.
Неки од највећих боксера у историји су из Аргентине, међу њима је и Карлос Монзон, ког многи сматрају најбољим боксером икада у средњој категорији. Паскал Перез, Виктор Галиндез, и Николино Лоче су чланови Међународне куће славних.
Гиљерма Виласа многи сматрају најбољим латиноамеричким тенисером у опен ери; а Габријела Сабатини, некадашња трећа на WTA листи, најуспешнија је аргентинска тенисерка свих времена. Обоје су чланови Међународне тениске куће славних.
Женска репрезентација Аргентине у хокеју на трави, позната као лавице (шп. Las Leonas) једна је од најуспешнијих на свету. Лусијана Ајмар је проглашена за најбољу играчицу хокеја на трави у историји овог спорта, и једина је особа која је осам пута добила признање за најбољу играчицу године.
Поло је спорт у коме је Аргентина неприкосновени владар. Освојила је више међународних трофеја него било која друга земља а од тридесетих година 20. века ретко када је бивала побеђена у овом спорту. Првенство Аргентине у полу је најважнији турнир у овом спорту. Већина најбољих поло играча на свету је из Аргентине, међу којима је и Адолфо Камбијасо који се сматра најбољим у историји пола.

### Чланци
- Colantoni, Laura; Gurlekian, Jorge (2004). „Convergence and intonation. Historical evidence from Buenos Aires Spanish”. Bilingualism: Language and Cognition. Cambridge, UK: Cambridge University Press. 7 (2): 107—119. ISSN 1366-7289. doi:10.1017/S1366728904001488.
- Bolt, Jutta; Van Zanden, Jan Luiten (2013). „The First Update of the Maddison Project; Re-estimating Growth Before 1820”. Maddison Project Working Paper 4. Архивирано из оригинала (XLS) 05. 01. 2018. г. Приступљено 21. 10. 2014.
- Malamud, Andrés (2011). „A Leader Without Followers? The Growing Divergence Between the Regional and Global Performance of Brazilian Foreign Policy”. Latin American Politics and Society. Lisbon: Institute of Social Sciences of the University of Lisbon. 53 (3): 1—24.